# Battery Records (хіп-хоп)
Battery Records — це хіп-хоп лейбл, заснований Нілом Лівайном під керівництвом Zomba Label Group, який зараз належить Sony Music Entertainment. Лейбл був заснований у середині 2008 року Sony BMG Music Entertainment. Лейбл в основному зосереджується на нових талантах, часто спостерігаючи за розвитком виконавців на ранніх стадіях для інших лейблів, таких як J Records або Jive Records. Однак він також обслуговує відомих виконавців, які шукають нетрадиційні угоди, такі як випуск довгоочікуваного сольного альбому Q-Tip «Kamaal the Abstract», який було відкладено майже сім років тому.

## Артисти
- 6 Tre G
- Ace Valentine
- Chalie Boy
- D.C. Don Juan
- GS Boyz
- Li'l Goonie
- Louisiana Ca$h
- The Party Boyz
- Q-Tip
- Sir Will
- Sunny Valentine
- Velaté
- V.I.C.
- Mickey Factz
- S Dub «The Greatest»